# ルイジ・タリシオ
ルイジ・タリシオ（Luigi Tarisio、1796年6月21日 - 1854年11月1日）は、イタリアの楽器商・楽器コレクターである。

## 生涯
ミラノの西北60kmにあるフォンタネート・ダゴーニャで貧しい両親のもとに生まれる。木工職人の徒弟のかたわら趣味としてヴァイオリンを弾いた。
成長するにつれ、演奏よりも楽器そのものへの興味がしだいに強くなりヴァイオリンの売買を始めることとなる。タリシオは天性の商才と楽器の価値を見極める眼を持っていた。このころ、将来取り扱うことになる多数の楽器は、まだ北イタリアの町や村にその価値を知られることなく眠っていた。
1827年から1846年にかけて多数のアマティ、ストラディバリ、ガルネリが作ったヴァイオリンをイタリアからロンドン 、パリへ運んだ。1827年にイタリアからパリへ最初に楽器を持ち込み、これがタリシオとジャン＝バティスト・ヴィヨームを始めとするパリの楽器商たちに巨額の利益をもたらすこととなる。 1828年には、著名なコレクターであるコジオ・デ・サラブーエ伯爵から未使用状態の1716年製ストラディバリウスを含む多数のヴァイオリンを手に入れるという快挙を成し遂げた。この楽器はタリシオの秘蔵品となりパリを訪れるたびに人々に、その素晴らしさを自慢したが実物は決して見せなかった。 そのため、やがて人々はそのヴァイオリンのことを「メシア」と呼ぶようになった。これは「待てど暮らせど一向に現れない救世主」という意味である。「メシア」はその後ヴィヨームや多数の人の手を経て、2020年現在はイギリスのオックスフォードにあるアシュモリアン博物館に所蔵されている。
タリシオは、飽くことなく古いヴァイオリンを探し続けた。彼を知る小説家チャールズ・リードは、こう書いている。
「この男の魂は全てフィドルの中にあった。彼は素晴らしい楽器商だが、その前に愛好家であり金で買うことのできない能力を持っていた。」
当時、古いヴァイオリンは南ヨーロッパでは低く評価されており需要もなかった、一方北ヨーロッパでは非常に強い需要があった。競争者がいないことがタリシオに千載一遇の好機をもたらす。イタリアの屋根裏や納屋で放置されていた楽器を二束三文で買い取り、修理技術が進んでいたパリに持ってきて立派に仕立て直す。このことがタリシオに富をもたらすと同時に多くの貴重な楽器が発掘され後世に伝えられる事となった。

## 遺産
タリシオの死後、ヴィヨームに順番が回ってきた。生粋のパリっ子であるヴィヨームはタリシオの遺品を調査する過程で人生最大の買い物をすることとなる。北イタリア、フォンタネート・ダゴーニャの近郊に小さな農場がありタリシオの親類が暮らしていたが、そこで「メシア」を含む6挺の貴重なヴァイオリンが発見された。そして、タリシオが息を引き取ったミラノの薄汚れた屋根裏部屋で24挺ものストラディバリウスと120挺の他のイタリアの名工による傑作が発見されたのである。ヴィヨームはタリシオの遺産の全てを手に入れた。
1999年に設立された「タリシオ・オークション」はタリシオから名づけられた。ロンドンとニューヨークで貴重な弦楽器を取り扱っている。

## 伝記
- The Violin Hunter: The Life Story of Luigi Tarisio the Great Collector of Violins by William Alexander Silverman
- 「バイオリンハンター : 失なわれたバイオリンの名器を求めて」ウィリアム・A・シルバーマン著 ; 渡辺健訳 飛鳥, 1978.11 限定版